# St David's
St David's (Tyddewi in gallese; anticamente Mynyw, in italiano Menevia) è una comunità del Galles occidentale, con status di city, situata nella contea di Pembrokeshire.

## Geografia fisica
La cittadina è posta sul fiume Alun sulla penisola di Saint David's, che si protende nel canale di San Giorgio raggiungendo il punto più occidentale del Galles. St David's ricade nel parco nazionale della costa del Pembrokeshire ed è attraversata dal sentiero Pembrokeshire Coast Path, che costeggia la costa del Galles sud-occidentale per 300 km. Con una popolazione di soli 1 797 abitanti (Censimento del 2001) St David's è la più piccola città del Regno Unito.

## Storia
Secondo la tradizione Davide di Menevia, il patrono del Galles, nacque a St Non's, a circa 1 km dal luogo dove oggi sorge la cattedrale.
Nel luogo che domina la baia di St Non sorge oggi una piccola cappella e poco lontano un pozzo la cui sorgente, secondo la tradizione, sgorgò alla nascita del santo.
San Davide edificò un monastero nel VI secolo sul luogo dove oggi sorge la cattedrale.
La cittadina si è sviluppata attorno alla cattedrale che fu costruita a partire dal 1115 e che è quindi una delle più antiche cattedrali del Regno Unito. Poco distante dalla cattedrale si elevano le rovine del palazzo vescovile, la cui costruzione iniziò contemporaneamente a quella della cattedrale ma fu completata solo nel XIV secolo.
Dal 1124, quando il papa Callisto II decretò che due pellegrinaggi a St David's avevano lo stesso valore di un pellegrinaggio a Roma, il luogo divenne meta d'innumerevoli pellegrinaggi.
Oggi la cittadina è una destinazione turistica.

## Festival
Ogni anno nella cattedrale viene organizzato a fine maggio un festival di musica classica.
Nel mese di agosto si tiene nelle rovine del palazzo vescovile un festival artistico che prevede la rappresentazione di opere di William Shakespeare ed altre manifestazioni letterarie.